# Бомон, Максим
Максим Бомон (фр. Maxime Beaumont; род. 23 апреля 1982, Булонь-сюр-Мер) — французский спринт каноист, чемпион Европейских игр (2019), серебряный призёр Олимпийских игр (2016).

## Спортивные достижения
Максим Бомон выступал в индивидуальных соревнованиях на дистанции 200 м на Олимпийских играх 2012 и 2016. Занимал соответственно четвёртое и второе места. Завоевал четыре медали на чемпионате мира в 2013—2015 годах.
Бомон начал заниматься греблей на каноэ с девяти лет. В 2014 и 2015 годах был назван спортсмен года во французском городе Булонь-сюр-Мер.
Бомон учится в институте National Institute of Sport, Expertise and Performance. По окончании спортивной карьеры и после Олимпиады 2016 намеревается стать тренером.

### Выступления на Олимпийских играх
| Олимпиада                       | Дисциплина               | Место |
| ------------------------------- | ------------------------ | ----- |
| Олимпиада 2012 в Лондоне        | Байдарка-одиночка, 200 м | 4     |
| Олимпиада 2016 в Рио-де-Жанейро | Байдарка-одиночка, 200 м | 2     |

### Выступления на чемпионатах мира
| Чемпионат                        | Дисциплина                                               | Место             |
| -------------------------------- | -------------------------------------------------------- | ----------------- |
| Чемпионат мира 2015 в Милане     | Байдарки-одиночки 200 м Байдарки-двойки 200 м            | 2 4               |
| Чемпионат мира 2014 в Москве     | Байдарки-одиночки 200 м (естафета) Байдарки-двойки 200 м | 2 3               |
| Чемпионат мира 2013 в Дуйсбурге  | Байдарки-двійки 200 м Байдарки-двойки 500 м              | 4 3               |
| Чемпионат мира 2011 в Сегед      | Байдарки-одиночки 200 м                                  | 4                 |
| Чемпионат мира 2010 в Познани    | Байдарки-одиночки 1000 м                                 | 8                 |
| Чемпионат мира 2007 в Дуйсбурге  | Байдарки-четвёрки 500 м                                  | 7                 |
| Чемпионат мира 2005 в Загребе    | Байдарки-четвёрки 500 м                                  | 9                 |
| Чемпионат мира 2003 в Гейнсвилле | Байдарки-четвёрки 1000 м                                 | Выход в полуфинал |